# Rysk-ortodoxa kyrkan utanför Ryssland
Rysk-ortodoxa kyrkan utanför Ryssland (ryska: Русская православная церковь заграницей; kyrkslaviska: Рꙋ́сскаѧ правосла́внаѧ цр҃ковь заграни́цей), också kallad Rysk-ortodoxa utlandskyrkan eller Ryska utlandskyrkan (Русская Зарубежная Церковь, ibland med dess engelska förkortning ROCOR), är en jurisdiktion av östlig ortodox kristendom som grundades som en reaktion mot bolsjevikernas religionspolitik i Sovjetunionen efter revolutionen 1917.

## Historik
Efter att ha varit separerade från den Rysk-ortodoxa kyrkan under 80 år ingick organisationen den 17 maj 2007 kanonisk gemenskap med Moskvapatriarkatet, och är nu[när?] en halvt självstyrande del av den Rysk-ortodoxa kyrkan.

## Bilder

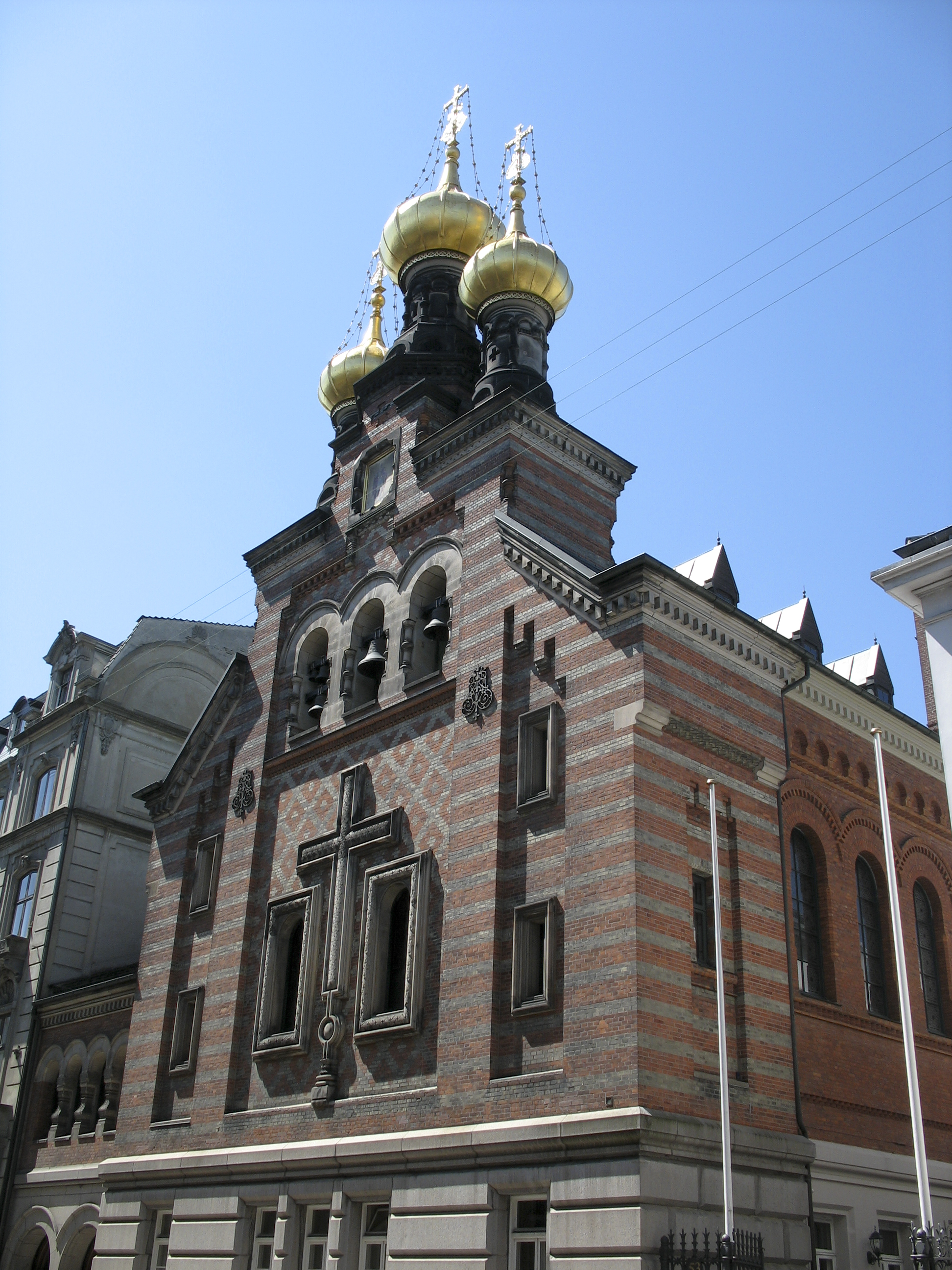
Alexander Nevskijkyrkan i Köpenhamn, Danmark.